# Ingrid Rubio
Íngrid Rubio Ruiz (ur. 2 sierpnia 1975 w Barcelonie) – aktorka filmowa. Od 2005 spotyka się z hiszpańskim aktorem Unaxem Ugalde.

## Wybrana filmografia
- 1996 – Po drugiej stronie ogrodu jako Helena
- 1996 – Taxi jako Paz
- 1997 – W hołdzie starszym kobietom jako Julia
- 1999 – Ławka w parku jako Marta
- 2002 – Wszystkie stewardesy idą do nieba jako Teresa
- 2009 – In Fidels jako Cruz Úbeda González
- 2013 – La Estrella jako Estrella
- 2014 – W sercu oceanu jako Mencía Calderón